# Allium kandemirii
Allium kandemirii — вид трав'янистих рослин родини амарилісові (Amaryllidaceae), поширений у Туреччині.

## Опис
Цибулина яйцеподібна, діаметром 1–2 см, з цибулинками, зовнішні оболонки чорнувато-сірі, короподібні та розпадаються, внутрішня оболонка біла. Стеблина над землею 15–40(50) см завдовжки, циліндрична, сірувато-зелена або злегка червоногаряча. Листків 2–4(7), лінійні, краї трохи хвилясті, 4–20 мм завширшки й 1/2 чи більше довжини стеблини, сірувато-зелені. Суцвіття пучкове до напівсферичного, нещільне, ≈ діаметром 2.5–5 см. Листочки оцвітини лінійні, з гострим кінчиком, завдовжки 5–6(6.5) мм і шириною 0.8–1(1.5) мм, яскраво-рожеві з пурпуровою або зеленою серединною жилкою. Пиляки пурпурові. Зав'язь пурпурова або темно-зелена. Коробочка яйцеподібна, з трьома поздовжніми борознами, шириною 4–6 мм. Цвіте в червні, плодоносить у липні. 2n = 16.

## Поширення
Поширений у Туреччині.